# レジー・ルーカス
レジー・ルーカス（Reggie Lucas、1953年2月25日 - 2018年5月19日）は、アメリカのミュージシャン、ソングライター、音楽プロデューサーである。ルーカスはマドンナの1983年のデビュー・アルバム『バーニング・アップ』の大半をプロデュースしたこと、パーカッショニストのジェームズ・エムトゥーメとの共同でプロデュースした作品、および1970年代前半のマイルス・デイヴィスのエレクトリック・バンドとの演奏で最もよく知られている。

## 略歴

### 生い立ち
ルーカスは、1953年2月25日にニューヨーク州クイーンズのフラッシングで生まれた。

### 音楽キャリア
ルーカスは音楽キャリアの初期においてR&Bおよびジャズのギタリストとして、1970年代初頭にビリー・ポールと、そして1972年から1976年までマイルス・デイヴィスと共演した。ルーカスがパーカッショニストのジェームズ・エムトゥーメと出会ったのは、このデイヴィスのエレクトリック・バンド（他のメンバーはピート・コージー、マイケル・ヘンダーソン、アル・フォスターなど）であった。2人は1976年に歌手のロバータ・フラックのバンドに加わり、アンドリュー・ベイナス (Andrew Baijnath)と数年間ツアーを行った。
ツアー・ジャズ・ギタリストとしての仕事に続き、ルーカスは作曲とプロデュースの仕事に焦点を移し、最初にパーカッショニストのジェームズ・エムトゥーメとプロダクション・チームの仲間として働き、名声と批評家の称賛を得ることとなった。2人は後に、ステファニー・ミルズ、フィリス・ハイマン、ルー・ロウルズ、スピナーズ、ロバータ・フラックを含む多くのアーティストのヒット曲を書き、プロデュースを行った。
1970年代が終わりに近づいたとき、ルーカスは袂を分かち、自分で素材を書き、プロデュースし始めるようになった。彼自身のインストゥルメンタル・レコード『サヴァイヴァル・シームズ』（1978年）に加えて、彼の最初のソロ・プロジェクトの1つだったのが「ボーダーライン」を含む1983年のマドンナのデビュー・アルバム『バーニング・アップ』だった。ルーカスはアルバムの大半をプロデュースし、500万枚以上を売り上げた 。
ルーカスは後に、リビー・ジャクソン、ランディ・クロフォード、フォー・トップスと単独で仕事をした。フォー・トップスの1985年のアルバム『マジック』には、シングル「Sexy Ways」と、リーヴァイ・スタッブスとフィリス・ハイマンのデュエット「Maybe Tomorrow」が含まれていた。ルーカスは短命グループだったサンファイアのメンバーでもあり、1982年に1枚のアルバムをリリースしている。ルーカスは彼らのシングル「Young Free and Single」をプロデュースした。
1986年、ルーカスはジャージーシティのレコーディング・スタジオ「Quantum Sound」を設立した。スタジオのクライアントには、ペット・ショップ・ボーイズ、ジョデシィ、ジェフ・バックリィ、およびセパルトゥラが含まれている。

### 家族と死について
ルーカスの娘、リサ・ルーカスは、国立書籍財団（National Book Foundation）の事務局長を務めた。
ルーカスはニューヨークにて65歳で心血管疾患で亡くなった。

## 受賞歴
1981年、ルーカスとジェームズ・エムトゥーメは、ステファニー・ミルズが発表した「燃える恋心 (Never Knew Love Like This Before)」の作曲によって、グラミー賞のベストR&Bソングを受賞している。

## ディスコグラフィ

### プロデュース作品
- マドンナ : 『バーニング・アップ』 - Madonna (1983年、Sire)
- モデルズ : 『アウト・オブ・マインド・アウト・オブ・サイト』 - Out of Mind, Out of Sight (1985年、Mushroom)
- ランディ・クロフォード : 『スウィート・ラヴ -アブストラクト・エモーションズ-』 - Abstract Emotions (1986年、Warner Bros.)
- リビー・ジャクソン : 『リアクション』 - Reaction (1986年、Columbia)
- バニー・デバージ : 『イン・ラブ』 - In Love (1987年、Motown)
- フォー・トップス : 『マジック』 - Magic (1985年、Motown)
- ジョン・アダムス : 『ストロング』 - Strong (1987年、A&M)
- ウェザー・ガールズ : The Weather Girls (1988年、Columbia)
- エリサ・フィオリロ : 『エリサ』 - Elisa Fiorillo (1987年、Chrysalis)
- ニック・スコッティ : 『ニック・スコッティ』 - Nick Scotti (1993年、Reprise)

### プロデュース作品 with ジェームズ・エムトゥーメ
- ステファニー・ミルズ : 『ホワッチャ・ゴナ・ドゥ・ウィズ・マイ・ラヴィン』 - What Cha' Gonna Do with My Lovin' (1979年、20th Century)
- ステファニー・ミルズ : 『スウィート・センセーション』 - Sweet Sensation (1980年、20th Century)
- ステファニー・ミルズ : 『ステファニー』 - Stephanie (1981年、20th Century)
- ステファニー・ミルズ : 『燃えてラスト・ナイト』 - Tantalizingly Hot (1982年、Casablanca)
- フィリス・ハイマン : 『ユー・ノウ・ハウ・トゥ・ラヴ・ミー』 - You Know How to Love Me (1979年、Arista)
- ゲイリー・バーツ : Bartz (1980年、Arista)
- ルー・ロウルズ : 『ナウ・イズ・ザ・タイム』 - Now Is The Time (1982年、Epic)
- スピナーズ : 『キャント・シェイク・ディス・フィーリン』 - Can't Shake This Feelin'  (1982年、Atlantic)
- レナ・スコット : Come On Inside (1979年、Buddah)
- サダーン : 『ワン・ウェイ・ラヴ・アフェア』 - One Way Love Affair (1981年、Warner Bros.)
- マーク・サダーン : 『エキサイティング』 - Exciting (1982年、Warner Bros.)

### 作曲作品
- ロバータ・フラック & ダニー・ハサウェイ : 「私の気持ち」 - "The Closer I Get to You" (1978年、Atlantic) ※ジェームズ・エムトゥーメと共作
- ロバータ・フラック & ダニー・ハサウェイ : "Back Together Again" (1980年)
- ステファニー・ミルズ : 「恋の手ほどき」 - "What 'Cha Gonna Do with My Lovin" (1979年)
- ステファニー・ミルズ : 「燃える恋心」 - "Never Knew Love Like This" (1980年)
- フィリス・ハイマン : 「ハゥ・トゥ・ラブ・ミー」 - "You Know How to Love Me" (1979年)
- マドンナ : 「ボーダーライン」 - "Borderline" (1983年)

### リーダー・アルバム
- 『サヴァイヴァル・シームズ』 - Survival Themes (1976年、East Wind)
- 『サンファイア』 - Sunfire (1982年、Warner Bros.) ※サンファイア名義

### 参加アルバム
マイルス・デイヴィス
- 『オン・ザ・コーナー』 - On the Corner (1972年)
- 『イン・コンサート』 - Miles Davis in Concert (1972年)
- 『ゲット・アップ・ウィズ・イット』 - Get Up With It (1970年-1974年)
- 『ダーク・メイガス』 - Dark Magus (1974年)
- 『アガルタ』 - Agharta (1975年)
- 『パンゲア』 - Pangaea (1975年)
- 『ザ・コンプリート・オン・ザ・コーナー・セッションズ』 - The Complete on the Corner Sessions (2007年) ※1972年-1975年録音
- 『ザ・コンプリート・マイルス・デイヴィス・アット・モントルー1973-1991』 - The Complete Miles Davis at Montreux 1973-1991 (2002年) ※1973年-1991年録音
- Miles Davis at Newport 1955-1975: The Bootleg Series Vol. 4 (2015年、Columbia Legacy)

カルロス・ガーネット
- 『ブラック・ラヴ』 - Black Love (1974年、Muse)
- 『ジャーニー・トゥ・エンライトゥンメント』 - Journey to Enlightenment (1974年、Muse)
- Let This Melody Ring On (1975年、Muse)

その他
- オラトゥンジ : Soul Makossa (1973年、Paramount)
- ノーマン・コナーズ : Slewfoot  (1974年、Buddah)
- ノーマン・コナーズ : 『サタディ・ナイト・スペシャル』 - Saturday Night Special  (1975年、Buddah)
- ノーマン・コナーズ : 『ロマンティック・ジャーニー』 - Romantic Journey  (1977年、Buddah)
- アクエリアン・ドリーム : 『飛べフェニックス』 - Norman Connors presents Aquarian Dream (1976年、Buddah) ※アレンジャー
- ビタミン E – 『シェアリング』 - Sharing (1977年、Buddah) ※アレンジャー
- フローラ・プリム : 『ナッシング・ウィル・ビー・アズ・イット・ワズ…トゥモロウ』 - Nothing Will Be As It Was… Tomorrow (1977年、Warner Bros.)
- ロニー・リストン・スミス : 『ヴィジョンズ・オブ・ア・ニュー・ワールド』 - Visions of a New World (1975年、Flying Dutchman)
- ヒューバート・イーヴスIII世 : 『エソテリック・ファンク』 - Esoteric Funk (1979年、East Wind)
- ロバータ・フラック : 『愛の世界』 - Blue Lights in the Basement (1977年、Atlantic)
- ロバータ・フラック : 『ダニーに捧ぐ』 - Roberta Flack Featuring Donny Hathaway (1980年、Atlantic)
- アーシュラ・ズディアク : 『アーシュラ・ズディアク』 - Urszula (1975年、Arista)
- ジェームズ・エムトゥーメ : 『回天』 - Rebirth Cycle (1977年)
- ゲイリー・バーツ : 『ザ・シャドウ・ドゥ』 - The Shadow Do (1975年、Prestige)
- ズビグニェフ・セイフェルト : Zbigniew Seifert (1977年、Capitol)
- ジョン・リー&ジェリー・ブラウン : 『スティル・キャント・セイ・イナフ』 - Still Can’t Say Enough (1976年、Blue Note)
- 菊地雅章 : 『ウィッシズ / 東風』 - Wishes/Kochi (1976年、Inner City)
- 大野俊三 : 『バブルズ』 - Bubbles (1976年、East Wind)